# عظیم پرمجی
عظیم پرمجی (به انگلیسی: Azim Premji) (زاده ۲۴ ژوئیه ۱۹۴۵) کارآفرین، سرمایه‌دار، صنعت‌گر، نیکوکار و مدیر اجرایی هندی است، که در حال حاضر به‌عنوان رئیس هیئت مدیره شرکت خدمات نرم‌افزاری ویپرو فعالیت می‌کند. این شرکت توسط محمد پرمجی؛ پدر وی تاسیس گردید و توسط عظیم پرمجی توسعه داده شد. 
عظیم پرمجی هم‌اکنون با دارایی خالص ۷٫۴ میلیارد دلار، در رتبه سوم از فهرست ثروتمندترین افراد هند قرار دارد.